# Michael Schulz
Michael Schulz, född den 3 september 1961 i Witten, Tyskland, är en västtysk fotbollsspelare som tog OS-brons i fotbollsturneringen vid de olympiska sommarspelen 1988 i Seoul.